# Suzanne Comhaire-Sylvain
Suzanne Comhaire-Sylvain (Port-au-Prince, 6 novembre 1898 – 20 giugno 1975) è stata un'antropologa e linguista haitiana, prima donna haitiana a svolgere la professione di antropologa.

## Biografia
Figlia dell'attivista haitiano Georges Sylvain e di Eugénie Malbranche, studiò a Kingston e Port-au-Prince. Conseguì la laurea e il dottorato a Parigi, presso l'École pratique des hautes études sotto la direzione di Marcel Mauss.
Si interessò al folklore haitiano e alle questioni sociali relative alla condizione della donna ad Haiti e in Africa, oltre allo studio delle origini della lingua creola haitiana, che all'epoca veniva scarsamente considerata.
Mentre studiava all'Università di Londra e alla London School of Economics and Political Science, venne contattata dall'antropologo polacco Bronisław Malinowski, che si interessò al suo lavoro e la invitò a Londra come sua assistente di ricerca. 
Qui svolse attività di ricerca presso il British Museum e pubblicò i risultati in un'importante opera riguardante le radici africane del creolo haitiano.
Nel 1947 partecipò ad un progetto guidato dall'UNESCO sull'istruzione di base ad Haiti. In questo contesto realizzò alcune ricerche sul campo, nella Marbial Valley, ad Haiti, con il marito Jean Comhaire, anche lui antropologo. Negli anni successivi insegnò alla The New School e venne eletta membro del consiglio di amministrazione fiduciaria delle Nazioni Unite per il Togo e il Camerun. 
Morì in un incidente stradale in Nigeria il 20 giugno 1975. Dal 2014 le sue opere sono state catalogate e rese disponibili dal sistema bibliotecario dell'Università di Stanford.